# Hainesburg
Hainesburg – jednostka osadnicza w Stanach Zjednoczonych, w stanie New Jersey, w hrabstwie Warren.